# 菩提寺 (東大阪市)
菩提寺（ぼだいじ）は、大阪府東大阪市善根寺町にある融通念仏宗の寺院。河内西国霊場第29番札所である。

## 歴史
創建は不明で、聖徳太子創建の伝承がある善根寺が元となっている。

## 境内
- 本堂 - 1728年（享保13年）
- 十三佛板碑 - 天正年間製
- 河内七福神石像

## 札所
河内西国霊場
28 大龍寺　--　29 菩提寺　--　30 觀音禪寺

## 交通
- 近鉄奈良線 石切駅下車、徒歩30分
- 近鉄けいはんな線 新石切駅下車、近鉄バス JR住道・四条畷方面善根寺バス停下車、徒歩5分

## 周辺情報
- 善根寺春日神社
- 大坂城築城残石
- 足立氏屋敷跡